# Wojewódzki Szpital im. Józefa Babińskiego we Wrocławiu
Wojewódzki Szpital im. Józefa Babińskiego we Wrocławiu (przed II wojną światową Allerheiligen Hospital – Szpital Wszystkich Świętych) – najstarszy wrocławski szpital miejski, zlikwidowany w 2007 roku.

## Historia
Kamień węgielny pod budowę pierwszego szpitala miejskiego, który był izolatorium dla zakaźnie chorych wmurowali 27 lipca 1526 roku starosta księstwa wrocławskiego Hieronimus Hornig i pastor Johann Hess. Fundusze na budowę szpitala pochodziły z Miejskiego Urzędu Jałmużniczego i datków mieszczan. Jako lokalizację wybrano tereny zalewowe oddalone od miasta w pobliżu Bramy Mikołajskiej. Główny gmach w obecnej postaci powstał w latach 1799–1801 według projektu Carla Gottfrieda Geisslera. Od roku 1811, kiedy rozpoczęto kształcenie młodych lekarzy na nowo powstałym Uniwersytecie Wrocławskim, zajęcia praktyczne studentów medycyny odbywały się właśnie w Allerheiligen Hospital. Wpłynęło to znacząco na rozwój szpitala.
Z biegiem lat szpital był rozbudowywany. Pod koniec XIX wieku szpital posiadał 1200 łóżek i rozwijał działalność podstawową i specjalistyczną. W 1945 roku szpital nosił nazwę pod wezwaniem Wszystkich Świętych i był przejęty przez polskie władze administracyjne. Wówczas rozpoczął działalność usługową. Wykonywano niezbędne remonty i tworzono kolejne oddziały.
17 grudnia 1949 szpital został oficjalnie przejęty przez państwo pod nazwą Państwowy Szpital Wojewódzki. Przejęcie przez państwo oraz uchwalenie przez Sejm ustawy o terenowych organach jednolitej władzy państwowej z dn. 20 maja 1950 roku stworzyło nowe perspektywy rozwoju.
W roku 1953 Akademia Medyczna w porozumieniu z Wojewódzkim Wydziałem Zdrowia i Dyrekcją Szpitala na bazie oddziałów urologicznego i ortopedycznego powołała Klinikę Urologiczną i Klinikę Ortopedyczną.
1 stycznia 1976 roku, zgodnie z Zarządzeniem Ministerstwa Zdrowia i Opieki Społecznej, został powołany Wojewódzki Szpital Zespolony, w skład którego wchodziły: Zespół Wojewódzkich Przychodni Specjalistycznych oraz Wojewódzkie Pogotowie Ratunkowe jako Dział Pomocy Doraźnej Szpitala, które zostały odłączone od szpitala w 1993 na mocy decyzji Wojewody Wrocławskiego.
Architektami kolejnych budynków byli Carl Johann Christian Zimmermann (1869), Richard Plüddemann, Karl Klimm, Friedrich Friese (neogotycki budynek fundacji Agathy Friebe 1901-1902) oraz Richard Konwiarz i Alfred Weist (1935-36). Ostatni budynek dobudowano w latach 60. XX wieku.
W 2007 roku Szpital im. Józefa Babińskiego został zamknięty i zakończył prowadzenie wszelkiej działalności medycznej. Większość oddziałów została przeniesiona do Szpitala Akademickiego przy ul. Borowskiej. Teren szpitala o powierzchni 2,75 hektara został wystawiony na sprzedaż, z możliwością wyburzenia części budynków niepodlegających ochronie konserwatora zabytków. Teren ten został zakupiony w 2014 przez firmę i2 Development S.A., która planowała utworzć na jego obszarze inwestycję o nazwie Bulwar Staromiejski. W ramach inwestycji miała zostać zachowana większość zabudowań dawnego szpitala, przy czym większość miała zostać przebudowana na mieszkania (lofty), a część na biura i lokale usługowe. Bezpośrednio nad Fosą Miejską oraz Odrą miała powstać promenada ze ścieżkami rowerowymi, strefami zdrowia, plażą miejska oraz mariną. Miały zostać również wyeksponowane odkryte w czasie prac budowlanych szczątki bastionu kleszczowego.